# Gradina u Ričicama
Gradina se nalazi u selu Ričicama, općina Proložac.

## Opis
Srednjovjekovna tvrđava nalazi se na uzvišenju u središnjem dijelu Ričica, istočno od župne crkve sv. Ivana. Slabo očuvanim bedemima ograđen je plato koji se nalazi na vrhu uzvišenja. Na istočnom dijelu u sklopu bedema vidljiva je jedna jača kula. Na padini prema jugu postojalo je podgrađe. Na cijeloj uzvisini se nailazi i na prapovijesnu keramiku tako da se može pretpostavit kako je srednjovjekovna tvrđava zauzela mjesto ranije, vjerojatno željeznodobne, gradine. Datirana je u 15. stoljeće.

## Zaštita
Pod oznakom Z-2801 zavedena je kao nepokretno kulturno dobro - pojedinačno, pravna statusa zaštićena kulturnog dobra, klasificirano kao "kopnena arheološka zona/nalazište".